# Takrin
A takrin (INN: Tacrine) a demencia lelassítására, az idegsejtek funkcióinak átmeneti javítására szolgáló gyógyszer. Enyhe–középsúlyos Alzheimer-kórban szenvedő betegeknek adják. Az állapot súlyosbodásával a takrin szedését abba kell hagyni, mert a hatás gyengül, a mellékhatások viszont nem.
Az acetilkolin-észteráz enzim gátlásával(en) hat. A gátlás megakadályozza az acetil-kolin lebontását, így annak szintje nő a szinapszisokban.

## Története
Az 1-hidroxi-takrint a Hoechst-Roussel Pharmaceuticals fejlesztette ki, és 1984-ben nyújtott be szabadalmat az USA-ban. A Warner-Lampert cég viszont a takrin-hidrokloridra nyújtott be szabadalmat, majd 1990-ben forgalomba hozatali engedélyt kért és kapott az FDA-tól a Cognex nevű, takrin-hidroklorid hatóanyagú készítményére. Mindkét szabadalom az Alzheimer-kór gyógyítására vonatkozott.
A két cég között jogi vita kezdődött, mivel a takrin-hidroklorid a szervezetben 1-hidroxi-takrinná metabolizálódik. A vita végül peren kívüli megegyezéssel zárult: a Warner-Lampert elismerte, hogy a Cognex-szel elbitorolta a Hoechst-Roussel Pharmaceuticals szabadalmának egyes igénypontjait, cserébe a Hoechst-től licencet kapott.

## Mellékhatások, ellenjavallatok
A takrin ellenjavallt 3 mg/dl-nél magasabb bilirubinszint esetén. Fokozott óvatosság szükséges májbetegség, asztma, krónikus obstruktív légúti betegség, szívritmus-zavar vagy más szívbetegség, vizelési zavarok, prosztata-megnagyobbodás, görcsök (pl. epilepszia) esetén.
A leggyakoribb mellékhatások: hányinger, hányás, fogyás, hasi fájdalom/görcsök. A takrin növeli a gyomorsavkiválasztást, ezért könnyebben fordulhat elő gyomorfekély.
A legsúlyosabb mellékhatás az ALT (alanin transzamináz(en) enzim) szintjének megnövekedése, mely májkárosodásra utal. Emiatt a takrin szedése alatt rendszeres (eleinte hetenkénti) vérvétel és májfunkció-vizsgálat szükséges.
Egyéb, ritkább mellékhatások:
- vizelési zavar, a vizelet mennyiségének megváltozása, sötét színű vizelet
- remegés, izomfájdalmak, egyensúlyvesztés
- sárgaság
- fekete színű széklet vagy hányadék (a gyomorvérzés jele lehet)
- allergiás reakció (bőrkiütés, -viszketés).

A dohányzás csökkenti a takrin hatását.
A terhességre és szoptatásra vonatkozóan nem végeztek állatkísérleteket, így a szedés ellenjavallt. Nem ismert a gyermekekre gyakorolt hatása sem.
A takrin számok gyógyszerrel lép kölcsönhatásba, beleértve recept nélküli szereket is. A nem-szteroid gyulladáscsökkentő gyógyszerek (pl. ibuprofén) növelik a gyomorvérzés veszélyét. A vérhígítóként (szívinfarktus vagy stroke ellen) szedett aszpirint folytatni kell, de a fertőzés elleni nagyobb (>300 mg/nap) mennyiség már ellenjavallt.
A takrin komplikációt okozhat sürgősségi ellátás során is (a szukcinilkolin(en)-típusú izomlazítókkal kölcsönhatásba lép).
A takrin vagy metabolitjai gátolják a teában is megtalálható teofillin lebontását.

## Adagolás
A kezdő adag naponta 4×10 mg szájon át, az ALT-szint monitorozásával. A takrin hatása nagymértékben függ az azonos időközönkénti szedéstől. Az adag 4-hetenként 4×10 mg-mal, legfeljebb 4×40 mg-ig növelhető. Üres gyomorral célszerű szedni (étkezés előtt legalább egy vagy étkezés után legalább két órával). Ezen lehet változtatni a gyomorpanaszok csökkentése érdekében, de ezáltal 30–40%-kal csökken a takrin szintje a vérben.
Az ALT-szint túlzott emelkedésekor a takrin mennyiségét csökkenteni, vagy akár teljesen szüneteltetni kell. Amint az ALT visszaállt a normál értékre, a szedés folytatható. Az időben észrevett ALT-növekedés esetén ritka a májkárosodás. Nők esetén a takrin plazmakoncentrációja átlagosan 50%-kal magasabb a férfiakénál, és gyakoribb az ALT túlzott növekedése is.
A takrin abbahagyása után több esetben jelezték a kognitív funkciók gyors romlását.

## Készítmények
A nemzetközi gyógyszerkereskedelemben:
Önállóan:
- Neiromidin
- Romotal

Hidroklorid formában:
- Cognex
- Cognitiv
- Tacrinal
- THA

Morfin-szulfáttal kombinálva:
- Mortha

Magyarországon nincs forgalomban.